# NGC 7216
NGC 7216 је елиптична галаксија у сазвежђу Индијанац која се налази на NGC листи објеката дубоког неба.
Деклинација објекта је - 68° 39' 43" а ректасцензија 22h 12m 36,0s. Привидна величина (магнитуда) објекта NGC 7216 износи 12,5 а фотографска магнитуда 13,5. NGC 7216 је још познат и под ознакама ESO 76-3, PGC 68291.